# سایدریل
سایدریل (انگلیسی: SideReel) یک وبگاه اینترنتی است که به کاربرانش این امکان را می‌دهد تا در زمینهٔ شوها و برنامه‌های تلویزیونی جستجو کرده و نسخهٔ کامل آنها را تماشا کنند.
این وبگاه یک انجمن عمومی دربارهٔ تلویزیون و برنامه‌های آن است که کاربرانش می تاوانند با هم گفتگو کنند، نقد و بررسی‌های موجود را بخوانند و و اخبار جاری در موردِ برنامه‌های تلویزیون را مشاهده کنند.